# Nowinki (Voivodato de Łódź)
Nowinki [nɔˈviŋki] es un pueblo ubicado en el distrito administrativo de Gmina Ręczno, dentro del Distrito de Piotrków, Voivodato de Łódź, en Polonia central. Se encuentra aproximadamente a 4 kilómetros al este de Ręczno, a 27 kilómetros al sureste de Piotrków Trybunalski, y a 72 kilómetros al sureste de la capital regional Lodz.